# Guerra comercial na América do Norte
Uma guerra comercial envolvendo os Estados Unidos, Canadá e México começou em 1º de fevereiro de 2025, quando o presidente dos EUA, Donald Trump, assinou ordens impondo tarifas quase universais sobre produtos dos dois países que entrassem nos Estados Unidos. A ordem pedia tarifas de 25% sobre todas as importações do México e todas as importações do Canadá, exceto petróleo e energia, que seriam taxados em 10%.
Em resposta, o primeiro-ministro canadense Justin Trudeau disse que o Canadá retaliaria com tarifas imediatas de 25% sobre 20,6 bilhões de dólares de exportações americanas, que aumentariam para 106 bilhões de dólares após três semanas. A presidente mexicana Claudia Sheinbaum disse que o México aplicaria tarifas e retaliações não tarifárias contra os Estados Unidos.
Ambos os líderes negociaram um atraso de um mês nas tarifas com os EUA em 3 de fevereiro, um dia antes delas entrarem em vigor e concordaram em aumentar a segurança em suas respectivas fronteiras com os Estados Unidos. Após esse período, as tarifas americanas entraram em vigor em 4 de março; tarifas retaliatórias canadenses começaram simultaneamente, enquanto o México disse que anunciaria sua retaliação em 9 de março. Em 6 de março, no entanto, Trump adiou novamente as tarifas sobre produtos em conformidade com o Acordo Estados Unidos-México-Canadá (USMCA, sigla em inglês) até 2 de abril, o que representa cerca de 50% das importações do México e 38% das importações do Canadá.
Trump disse que as tarifas visam reduzir o déficit comercial dos EUA com o Canadá e o México e forçar ambos os países a proteger suas fronteiras com os EUA contra a imigração ilegal e a entrada de fentanil. Trudeau e Sheinbaum chamaram as tarifas americanas de injustificadas, sendo que Trudeau sugeriu que Trump pretende usar tarifas para forçar a anexação do território canadense aos Estados Unidos. Tanto o Canadá quanto o México disseram que as tarifas dos EUA violam o USMCA, um acordo de livre comércio ratificado pelos três países em 2020, durante a primeira presidência de Trump. Economistas disseram que as tarifas provavelmente prejudicariam o comércio entre os três países, afetando as cadeias de suprimentos na América do Norte e aumentando os preços ao consumidor.

## Contexto

### Tratado Norte-Americano de Livre-Comércio de 1994
Tratado Norte-Americano de Livre Comércio (em inglês:  North American Free Trade Agreement, NAFTA; em francês:  Accord de libre-échange nord-américain, ALÉNA; em castelhano:  Tratado de Libre Comercio de América del Norte, TLCAN) foi um tratado envolvendo Canadá, México e Estados Unidos, numa atmosfera de livre comércio, com custo reduzido para troca de mercadorias entre os três países. O NAFTA entrou em vigor em 1 de janeiro de 1994. Atualmente o acordo do NAFTA foi oficialmente substituído pelo USMCA (Acordo Estados Unidos-México-Canadá) em 2020, quando entrou em vigor. Em 2017-2018 começaram as propostas e adesão de um novo acordo, no final de 2018 é anunciado o USMCA, e em 2020 entrou em vigor com sua ratificação oficial pelos três países membros (EUA, Canadá e México).
Em 1988, os Estados Unidos e o Canadá assinaram um Acordo de Liberalização Econômica, formalizando o relacionamento comercial entre aqueles dois países. Em 1994, o bloco recebeu a adesão dos mexicanos. O NAFTA entrou em vigor em 1994 e sua vigência expirou oficialmente em 2020, sendo substituído pelo USMCA após ratificação final pelos países membros em 2019-2020. Este comércio regional na América do Norte beneficiou a economia mexicana e ajudou-a a enfrentar a concorrência representada pelo Japão e pela União Europeia. Mas também é defendido que o acordo de livre-comércio mais prejudicou as economias do Canadá e do México, e as transformou em "colônias" dos EUA, inclusive aumentando a pobreza no México.
Restrições também deviam ser removidas de várias categorias, incluindo veículos automóveis e peças para estes, computadores, tecidos e agricultura. O tratado também protegeu os direitos de propriedade intelectual (patentes, copyrights, e marcas registradas) e esboçou a remoção de restrições de investimento entre os três países. Medidas relativas à proteção do trabalhador e do meio ambiente foram adicionadas mais tarde em consequência de acordos suplementares assinados em 1993. Em suma, a finalidade era de ampliar os horizontes de mercado dos países membros e maximizar a produtividade interna. Tal maximização é obtida por meio da liberdade organizacional das empresas, o que as permite que se instalem, de acordo com suas especializações, nos países que apresentarem menores custos dos fatores de produção.

### Acordo Estados Unidos-México-Canadá de 2018
O Acordo Estados Unidos-México-Canadá (em inglês:  United States–Mexico–Canada Agreement, USMCA; em inglês:  Canada-United States–Mexico Agreement, CUSMA; em castelhano:  Tratado entre México, Estados Unidos y Canadá, T-MEC; em francês:  Accord Canada–États-Unis–Mexique, ACEUM) é um acordo de livre comércio entre o Canadá, México e os Estados Unidos cujas negociações foram concluídas e acordadas. Tem sido referenciado como "NAFTA 2.0", por ser o acordo que substitui o Tratado Norte-Americano de Livre Comércio (NAFTA). O acordo é resultado da renegociação do NAFTA em 2017-2018 pelos Estados membros, que concordaram informalmente com os termos em 30 de setembro de 2018 e formalmente em 1º de outubro. O documento foi assinado pelo primeiro-ministro canadense Justin Trudeau, e pelos presidentes dos Estados Unidos e do México, Donald Trump e Enrique Peña Nieto, respectivamente, em 30 de novembro de 2018, durante a Cúpula do G20 de 2018, em Buenos Aires, na Argentina. Ainda se faz necessário que o acordo seja aprovado por todas as casas legislativas dos países membros para que o mesmo entre em vigor.
O USMCA moderniznou várias provisões assinadas vinte e cinco anos antes no NAFTA, especialmente no que diz respeito à propriedade intelectual e comércio digital e utilizou muito do linguajar contido no RCEP, dos quais Canadá e México são signatários. As principais mudanças em relação ao seu antecessor incluem aumento das regulamentações ambientais e de trabalho; maiores incentivos à produção de automóveis nos Estados Unidos (com cotas para a produção automotiva canadense e mexicana); mais acesso à indústria de laticínios canadense; e um maior limite de isenção de impostos para canadenses que compram produtos online dos Estados Unidos.

## Ameaças iniciais

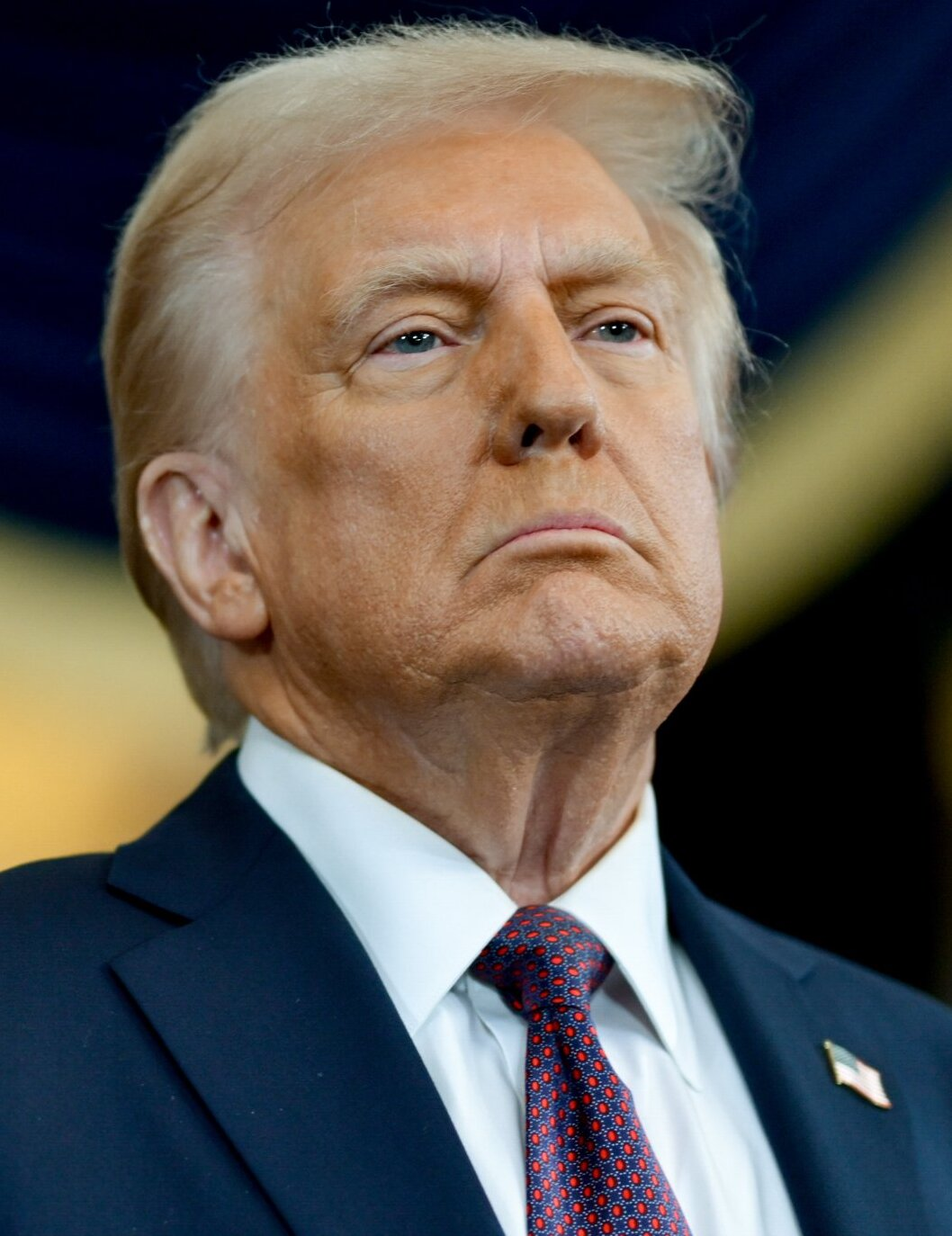
Presidente dos Estados Unidos Donald Trump

Em 1 de fevereiro de 2025, Trump assinou três ordens executivas impondo tarifas de 25 por cento sobre todos os produtos do México e do Canadá, exceto sobre as exportações canadenses de petróleo e energia, que receberam uma tarifa de 10 por cento. As ordens foram emitidas sob a Lei de Poderes Econômicos de Emergência Internacional (IEEPA, sigla em inglês) e estavam programadas para entrar em vigor às 12h01 (ETZ) em 4 de fevereiro. Trump também ordenou tarifas de 10 por cento sobre a China, que seriam impostas em adição às tarifas existentes de até 25 por cento sobre muitos produtos chineses. As ordens incluíam uma cláusula que permitia aos EUA aumentar as suas tarifas se os países respondessem com as suas próprias tarifas ou outras medidas de retaliação.
Trump usou o IEEPA para contornar a restrição tarifária do USMCA em casos que não fossem emergências nacionais. Ele citou tanto o fluxo de imigrantes ilegais que cruzam as fronteiras dos Estados Unidos com o México e o Canadá, como a epidemia de opioides nos Estados Unidos alimentada pelo fentanil originário da China que chega aos EUA através do México e do Canadá. Na ordem executiva, ele disse que o Canadá desempenhou um "papel central" ao permitir a entrada de fentanil nos EUA e que não conseguiu "dedicar atenção e recursos suficientes ou coordenar significativamente" com os EUA para "conter a onda de drogas ilícitas", apesar da grande maioria do fentanil vir da fronteira sul com o México. As tarifas também visam incentivar os fabricantes a contratar americanos para fabricar os seus produtos nos EUA, em vez de os importarem de outros países. Em comentários posteriores, Trump repetiu a sua esperança de que o Canadá fosse anexado pelos Estados Unidos e disse que poderia fazê-lo para evitar tarifas.
Segundo a Bloomberg News, os conselheiros de Trump, Peter Navarro e Stephen Miller, foram os principais responsáveis nas discussões econômicas relativas à imposição de tarifas, enquanto a China foi incluída a pedido do Conselho de Segurança Nacional. Em uma publicação na Truth Social, Trump disse: "Precisamos proteger os americanos e é meu dever como presidente garantir a segurança de todos. Fiz uma promessa em minha campanha de impedir que a enxurrada de imigrantes ilegais e drogas cruzasse nossas fronteiras e os americanos votaram esmagadoramente a favor disso." Embora ele reconhecesse que as tarifas poderiam causar "perturbações temporárias de curto prazo", ele disse que elas precisavam ser impostas. Trump também afirmou que “as tarifas não causam inflação”, mas sim que “elas causam sucesso”.

### Resposta canadense

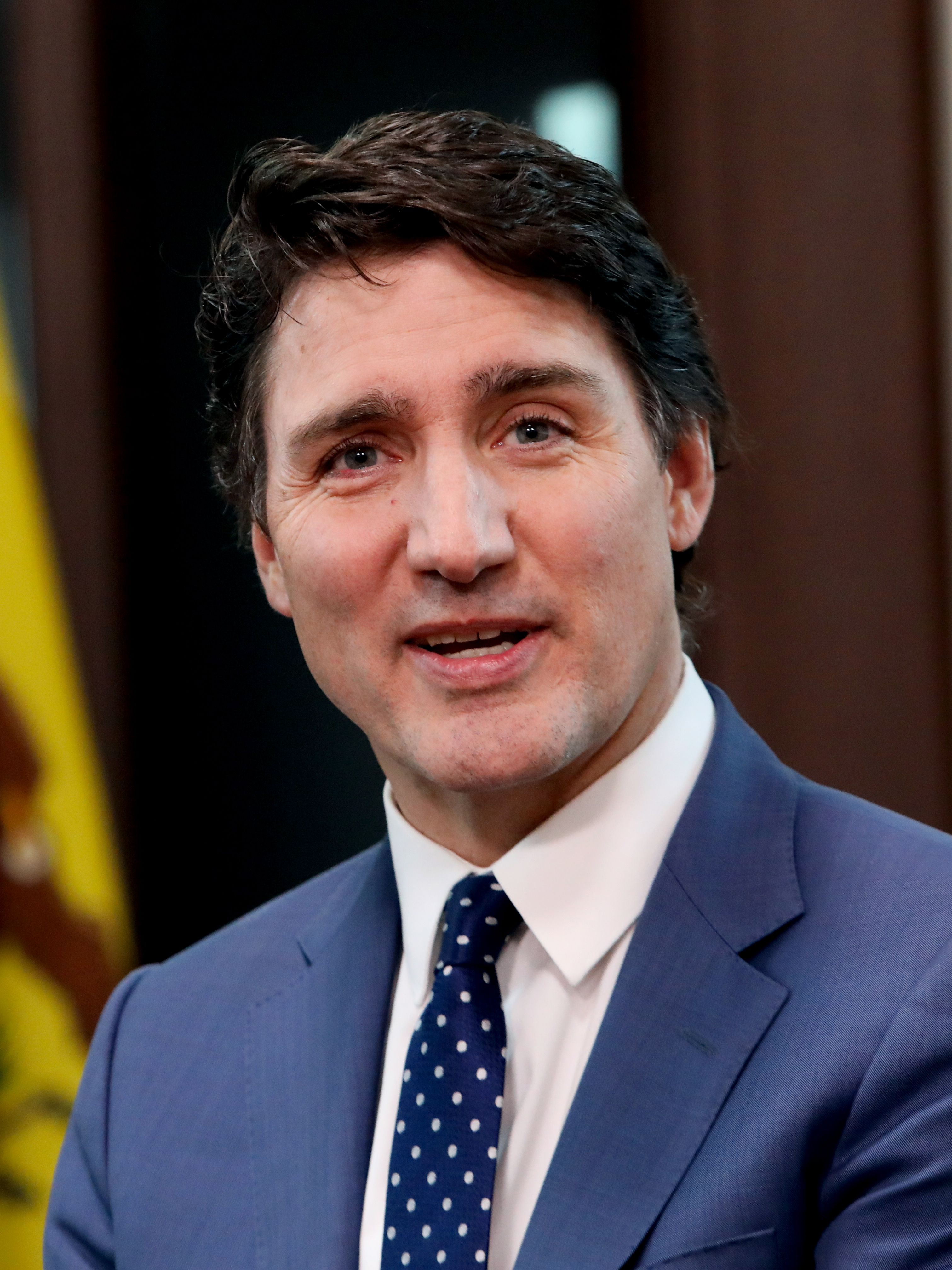
Primeiro-ministro canadense Justin Trudeau

Horas depois de Trump ter imposto as tarifas em 1 de fevereiro, Trudeau disse que o Canadá retaliaria com tarifas. Ele disse que imporia tarifas de 25 por cento sobre 20,6 bilhões de dólares em exportações americanas imediatamente após as tarifas americanas entrarem em vigor e imporia tarifas de 25 por cento sobre outros 86 bilhões de dólares em bens nas três semanas seguintes. Trudeau afirmou que o atraso permitiria que as empresas canadenses se preparassem e acrescentou que o Canadá estava a considerar mais medidas comerciais retaliatórias, além das tarifas, para forçar Trump a pôr fim à guerra comercial, incluindo restrições à exportação de minerais e produtos energéticos essenciais ou um bloqueio à participação de empresas americanas em licitações para contratos governamentais.
Trudeau disse que bebidas alcoólicas, vegetais, roupas, calçados e perfumes americanos estariam entre os primeiros a enfrentar tarifas retaliatórias e que tarifas sobre bens de consumo, como eletrodomésticos, móveis e equipamentos esportivos, também seriam impostas. A retaliação do Canadá é dirigida particularmente aos “estados vermelhos” dos EUA, liderados pelo Partido Republicano de Trump. No seu discurso, Trudeau apresentou dados que mostram que apenas cerca de 1% das importações de fentanil e das travessias ilegais de fronteira para os Estados Unidos provêm da sua fronteira com o Canadá. Ele chamou a relação EUA-Canadá de "a parceria mais bem-sucedida que o mundo já viu" em todos os domínios e acusou as tarifas de Trump de violarem o USMCA. Ele também disse que as tarifas colocam em perigo os consumidores e as indústrias americanas, apelando aos canadianos para que "escolha produtos e serviços canadianos em vez dos americanos" sempre que possível. Trudeau afirmou: "Esta é uma escolha que, sim, prejudicará os canadenses, mas, para além disso, terá consequências reais para vocês, o povo americano. Como tenho dito consistentemente, as tarifas contra o Canadá colocarão os vossos empregos em risco, fechando potencialmente as fábricas de montagem de automóveis americanas e outras instalações de produção."
Os governadores do Canadá também responderam. O governador de Ontário, Ford, disse que o Canadá "não tem outra escolha senão retaliar e retaliar duramente" e ordenou que o Conselho de Controle de Bebidas Alcoólicas de Ontário acabasse com as vendas de álcool americano. A governadora de Alberta, Danielle Smith, que até então se opunha a uma ação comercial agressiva contra os Estados Unidos, disse que o Canadá precisava de responder à "política mutuamente destrutiva" de Trump e que apoiava "a utilização estratégica" de tarifas sobre produtos norte-americanos "que são mais facilmente adquiridos ao Canadá e a fornecedores não norte-americanos". François Legault, de Quebeque, disse que ordenou à presidente do Conselho do Tesouro, Sonia LeBel, que "revisse todos os contratos de aquisição que envolvessem fornecedores americanos" e penalizasse todos os que fizessem negócios com o governo do Quebeque. Ele também ordenou que a Société des alcools du Québec retirasse todos os produtos americanos de suas prateleiras.
Na Nova Escócia, Tim Houston disse que a província duplicará os pedágios para veículos dos EUA e ordenará que a Nova Scotia Liquor Corporation pare de vender todas as bebidas alcoólicas dos EUA até 4 de fevereiro. O governador dos Territórios do Noroeste, R. J. Simpson, também anunciou iria rever as suas políticas de aquisição para eliminar as compras a empresas norte-americanas sempre que possível. Wab Kinew, de Manitoba, e Dennis King, da Ilha do Príncipe Eduardo, disseram que as suas províncias deixariam de importar bebidas alcoólicas americanas, enquanto David Eby da Colúmbia Britânica, disse que suspenderia as compras de bebidas alcoólicas de estados liderados pelos republicanos. O primeiro-ministro do Yukon, Ranj Pillai, disse que o governo do seu território iria suspender as encomendas de álcool dos EUA, rever os seus contratos com empresas norte-americanas e considerar a aplicação de portagens aos veículos norte-americanos, mas mais tarde disse que as medidas seriam suspensas até que as tarifas entrassem em vigor.
Pierre Poilievre, líder do Partido Conservador da oposição, condenou o que chamou de "tarifas maciças, injustas e injustificadas". Ele pediu que o governo acabasse com a atual prorrogação do mandato do parlamento para retaliar com medidas que incluem tarifas dólar por dólar sobre produtos dos EUA, o que, segundo ele, arrecadaria dinheiro para ajudar "trabalhadores e empresas afetadas". Ele também repetiu a sua exigência de um corte “massivo” de impostos e outros esforços para impulsionar a economia.

### Resposta mexicana

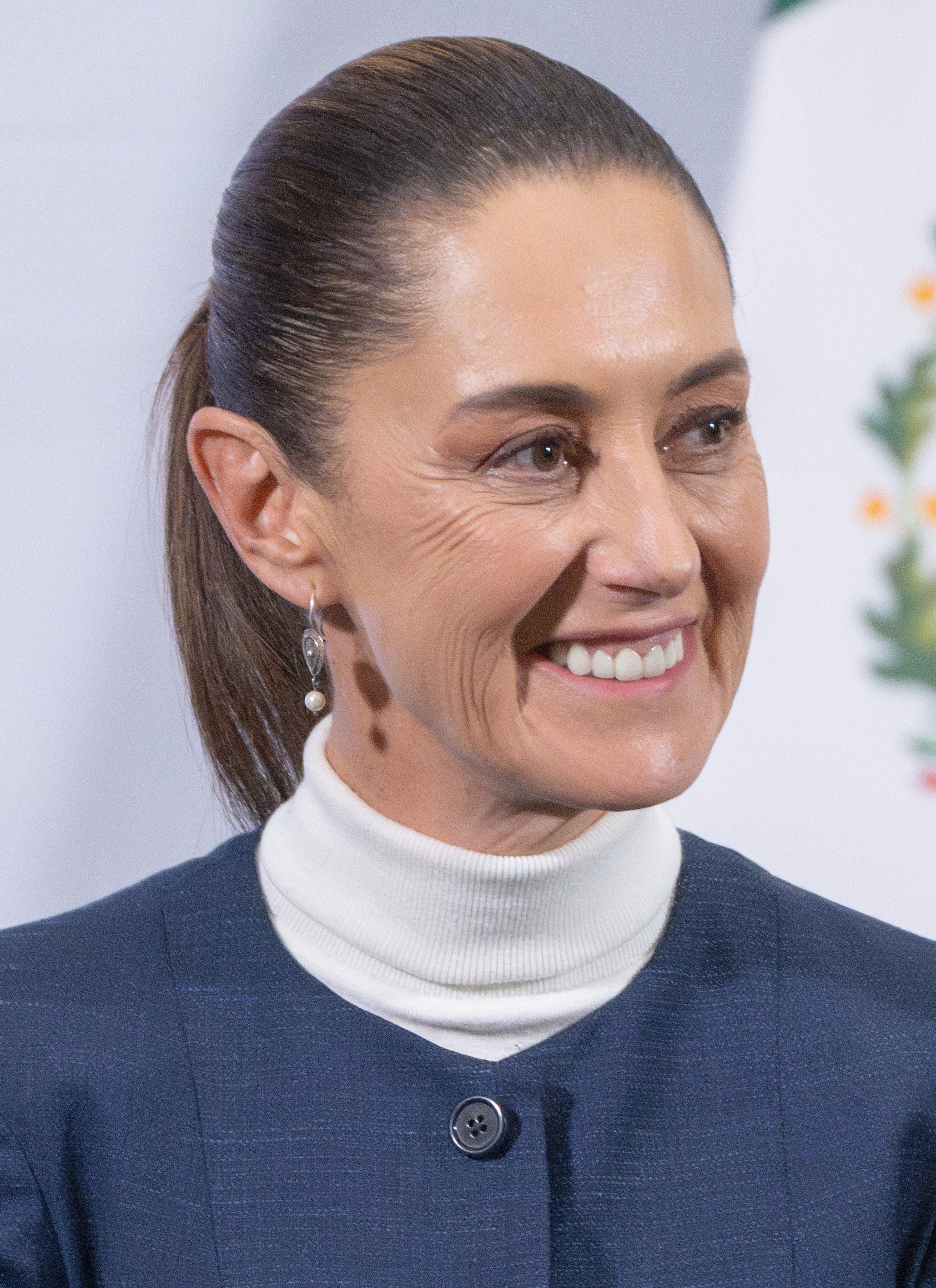
Presidente mexicana Claudia Sheinbaum

Antes da posse de Trump, a presidente mexicana Claudia Sheinbaum manteve ligações telefônicas com o presidente na tentativa de diminuir as ameaças tarifárias. Trump afirmou que Sheinbaum havia concordado em "efetivamente fechar nossa fronteira sul" para evitar tarifas. Sheinbaum negou isso, mas garantiu aos repórteres que "não haverá uma potencial guerra tarifária". Depois de Trump ter assinado ordens executivas impondo tarifas de 25%, Sheinbaum disse que o México implementaria medidas retaliatórias tarifárias e não tarifárias contra os Estados Unidos. Ela disse que a retaliação foi “em defesa dos interesses do México”. Embora Sheinbaum não tenha especificado quais produtos norte-americanos seriam alvo da retaliação mexicana, relatos da mídia alegaram que o México estava preparando possíveis tarifas retaliatórias que variavam de 5% a 20% sobre carne de porco, queijo, produtos agrícolas, aço e alumínio e que a indústria automotiva seria inicialmente isenta.
Marcelo Ebrard, secretário federal de economia, chamou as tarifas de Trump de uma "violação flagrante" do USMCA. Sheinbaum também respondeu à afirmação de Trump de que o governo mexicano tem uma aliança com os cartéis de drogas mexicanos, chamando-a de "calúnia". Num evento realizado em 1º de fevereiro, ela disse que o México manteria a "cabeça fria" ao prosseguir com as suas retaliações, e propôs a criação de uma força-tarefa com os EUA para abordar os problemas de Trump com o México e disse que "os problemas não são resolvidos através da imposição de tarifas".

### Adiamento de um mês
Em 3 de fevereiro de 2025, Sheinbaum e Trump concordaram mutuamente em adiar as tarifas sobre o México por um mês. Sheinbaum aceitou enviar 10 mil soldados da Guarda Nacional Mexicana para a fronteira com os Estados Unidos para impedir o tráfico de drogas. Trump disse que os EUA se comprometeram a tomar medidas para conter o tráfico de armas para o México. Na mesma manhã, Trump falou com Trudeau. Durante a chamada, ele apresentou preocupações de que o Canadá não estava permitindo que os bancos dos EUA "abrissem ou fizessem negócios lá"; o Canadá permite que os bancos americanos operem comercialmente no país, mas restringiu os serviços bancários pessoais para proteger seus cidadãos da falência bancária. Em uma segunda ligação naquele dia, Trump e Trudeau negociaram um atraso de um mês nas tarifas. O Canadá concordou em nomear um "czar do fentanil", listar os cartéis de drogas mexicanos como terroristas e criar uma diretiva de inteligência visando o fentanil e o crime organizado, apoiada por 140 milhões de dólares em financiamento. Trudeau também disse que o Canadá implementaria o seu programa de fronteira 913 milhões de dólares e estabeleceria uma Força de Ataque Conjunta Canadá-Estados Unidos para combater o crime organizado, o fentanil e o branqueamento de capitais. Trump então emitiu uma ordem executiva atualizada alterando a data de início das tarifas para 4 de março às 12h01 (EZT). Em 11 de fevereiro, o Canadá nomeou Kevin Brosseau, antigo conselheiro adjunto de segurança nacional de Trudeau e antigo alto funcionário da Real Polícia Montada do Canadá, como "czar do fentanil".

## Eventos subsequentes
Em 10 de fevereiro de 2025, Trump impôs tarifas de 25 por cento sobre o aço e o alumínio que entram nos Estados Unidos vindos de todos os países, incluindo Canadá e México, que fornecem a maior parte das importações de metal dos EUA. As tarifas sobre o aço e o alumínio deverão entrar em vigor em 12 de março. Trump disse que essas tarifas eram "as primeiras de muitas" e que, nas próximas quatro semanas, ele discutiria tarifas sobre carros, produtos farmacêuticos, chips e outros bens com sua equipe. Em resposta, Trudeau chamou as tarifas de "inaceitáveis" e disse que esperava que as negociações com o governo Trump resolvessem o problema, mas que o Canadá teria uma resposta "firme e clara" caso necessário. As ações dos produtores de aço dos EUA subiram em resposta à ordem de Trump, enquanto os preços do aço e do alumínio subiram.

## Imposição de tarifas e novo recuo
Em 3 de março de 2025, Trump anunciou que as tarifas adiadas por um mês em fevereiro entrariam em vigor em 4 de março. Acrescentou que não havia “nenhuma margem de manobra” para o Canadá ou o México negociarem um acordo de última hora com os Estados Unidos para atrasá-las ainda mais. Howard Lutnick, o secretário do comércio dos EUA, disse que tanto o Canadá como o México fizeram progressos na melhoria da segurança das fronteiras, mas que ambos os países não satisfizeram as exigências dos EUA para interromper o fluxo de fentanil para os Estados Unidos. A ministra das Relações Exteriores do Canadá , Mélanie Joly, disse que o Canadá estava preparado para responder. Sheinbaum reafirmou que os planos de resposta anteriores do México entrariam em vigor quando Trump impusesse tarifas.
As tarifas dos EUA sobre o Canadá e o México começaram conforme o previsto, às 12h01 (EZT) em 4 de março. A retaliação do Canadá começou simultaneamente, com tarifas de 25 por cento sobre 20,6 bilhões de dólares em produtos dos EUA a entrarem em vigor a 4 de março, enquanto Trudeau afirmou que tarifas de 25 por cento sobre 86 bilhões de dólares em produtos dos EUA entrariam em vigor 21 dias mais tarde, a 25 de março. Sheinbaum disse que anunciaria as contramedidas do México, incluindo tarifas retaliatórias, em 9 de março. O início das tarifas levou a quedas no mercado de ações, especialmente para os varejistas e fabricantes de automóveis. Numa conferência de imprensa em 4 de Março, Trudeau disse que Trump procurou impor tarifas porque desejava "um colapso total da economia canadense" para "tornar mais fácil" aos EUA anexar o Canadá. Ele disse que a decisão de Trump de impor tarifas foi "muito estúpida" e que o Canadá "não recuaria numa luta".
Em 5 de março, Lutnik disse que Trump estava "ouvindo as ofertas do México e do Canadá" e "pensando em tentar fazer algo" e que as tarifas poderiam entrar em vigor em uma escala menos significativa. Mais tarde naquele dia, Trump concedeu uma exceção de um mês nas tarifas para montadoras em conformidade com os regulamentos do USMCA, o que representava cerca de 85% dos veículos de passageiros importados do México para os EUA em 2024. Trump tomou a decisão após se reunir com executivos das três maiores montadoras americanas — Ford, General Motors e Stellantis — que disseram que as tarifas prejudicariam mais as empresas norte-americanas do que seus rivais estrangeiros. Em 6 de março, depois de Trump ter mantido chamadas telefónicas com Trudeau e Sheinbaum, ele disse que todas as tarifas sobre produtos em conformidade com o USMCA provenientes do México e do Canadá — que, segundo as autoridades norte-americanas, representavam 50 por cento das importações do México e 38 por cento das importações do Canadá — seriam adiadas até 2 de abril. Em resposta, as autoridades canadenses disseram que os aumentos planejados nas suas tarifas retaliatórias seriam suspensos, embora as tarifas iniciais sobre os EUA permanecessem em vigor.

### Mercado de ações
O anúncio de Trump em 3 de março, bem como o aumento das tarifas sobre a China de 10% para 20%, previsto para ocorrer no mesmo dia, fizeram com que o mercado de ações dos EUA caísse consideravelmente: o índice S&P 500 caiu 1,8%, enquanto o índice Nasdaq-100 caiu 2,6%. Em 6 de março, o S&P 500 havia perdido quase todos os seus ganhos desde novembro de 2024.